# Эчаварри, Фернандо
Фернандо Эчаварри (исп. Fernando Echavarri Erasum; род. 13 августа 1972, Сантандер, Испания) — испанский яхтсмен, олимпийский чемпион летних Олимпийские игр 2008 года и двукратный чемпион мира в классе «Торнадо» (вместе с Антоном Пасом). Капитан яхты «Телефоника Блэк» в кругосветной командной гонке Volvo Ocean Race 2008-2009.

## Статистика
| Соревнование/Год                   | 2004 | 2005 | 2007 | 2008 |
| ---------------------------------- | ---- | ---- | ---- | ---- |
| Летние Олимпийские игры            | 8    |      | -    | 1    |
| Чемпионат мира по парусному спорту | -    | 1    | 1    | -    |